# Porcellionides aternanus
Porcellionides aternanus är en kräftdjursart som först beskrevs av Karl Wilhelm Verhoeff1931.  Porcellionides aternanus ingår i släktet Porcellionides och familjen Porcellionidae. Inga underarter finns listade i Catalogue of Life.